# Ŏ (латиница)
Ŏ, ŏ (O с краткой) — буква расширенной латиницы, используемая в ряде романизаций.

## Использование
Используется в романизации хангыля по системе Маккьюна — Райшауэра, а также основанном на ней стандарте романизации в КНДР для передачи чамо о (ㅓ).
Используется в следующих романизациях ALA-LC:
- лепча — для передачи ᰣᰩ (до пересмотра 2012 года)[2], в пересмотренной романизации вместо неё используется Ó[3];
- лимбу — для передачи ᤀᤨ[4];
- мокшанского языка (1923) — для передачи О̆[5];
- хинди — для передачи буквы ऒ[6].

А также следующих романизациях BGN/PCGN:
- кхмерского языка — для передачи ឨ и ◌ុ[7];
- шанского языка — для передачи ေႃ и ွ်[8].